# Butaré

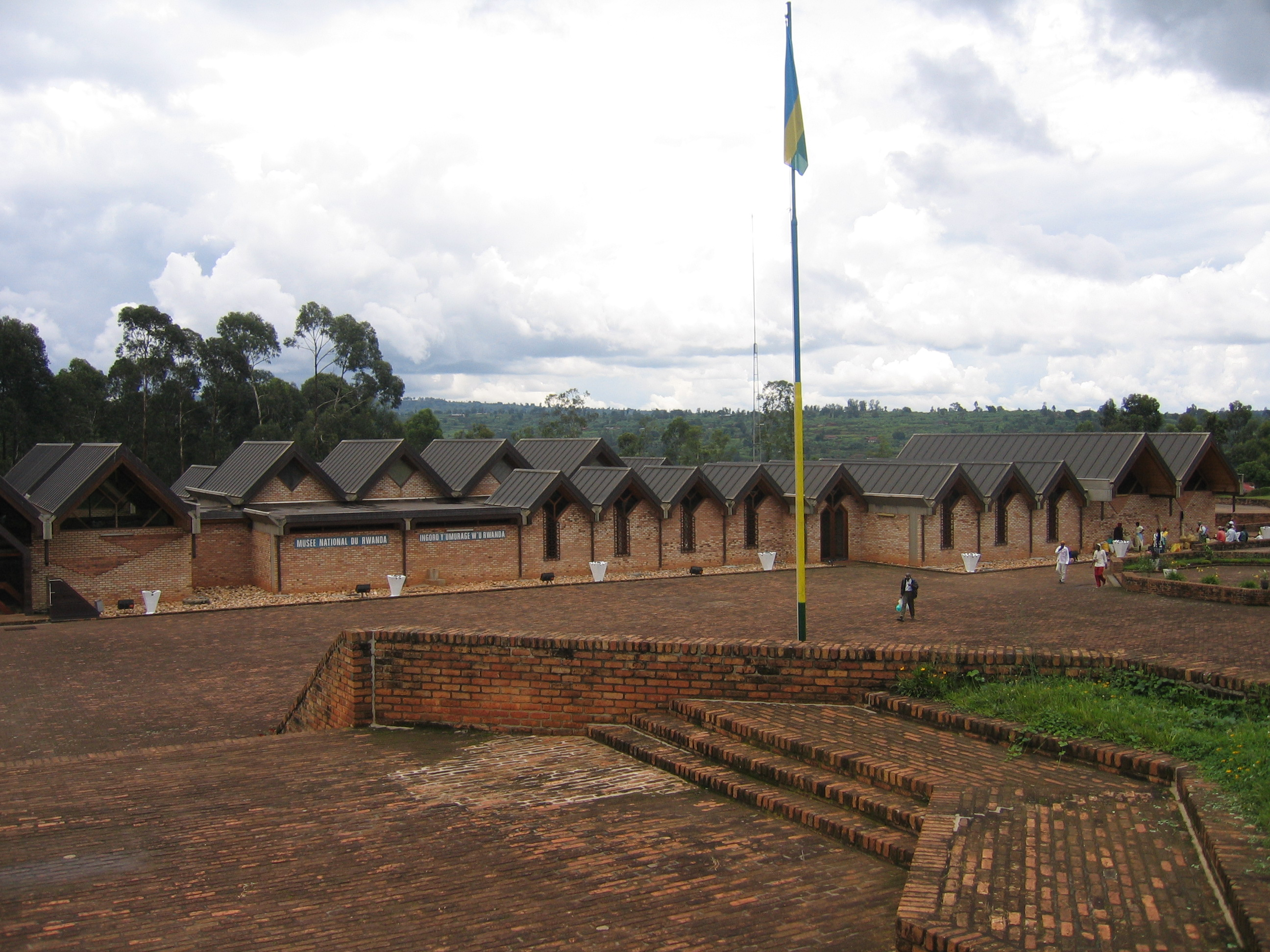
Národní muzeum.

Butaré je druhé největší město ve Rwandě po hlavním městě Kigali. Je situováno v Jižní provincii 20 kilometrů od hranice s Burundi. Ve městě sídlí jediná univerzita v zemi Národní univerzita Rwandy, která byla založena roku 1963. Ve městě se také nachází Národní muzeum, které poskytuje množství nejen regionálních informací, ale také informace o kulturním dědictví celé země. Před vypuknutím občanské války ve Rwandě ve městě žilo přibližně 30 000 obyvatel (k roku 1994). Dnešní údaje udávají počet žijící populace na 77 000 obyvatel.
Butaré je hlavním střediskem oblasti Huye (do 1. ledna 2006 bylo i centrem provincie Butaré, která však byla zrušena).